# Diversidad sexual en Buenos Aires
Buenos Aires es considerada una de las ciudades destacadas en Sudamérica en cuanto a la diversidad sexual así como un lugar cosmopolita y preferido por personas LGBT para visitar.

## Historia

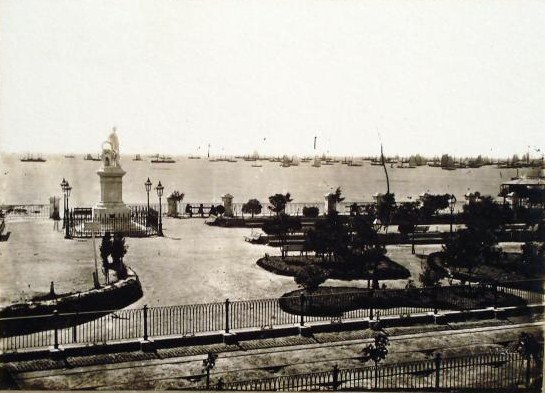
La estatua de Giuseppe Mazzini en la actual plaza Roma era el principal lugar de encuentro de los hombres homosexuales de Buenos Aires en la época del Centenario.

Una de las primeras evidencias que señalan la presencia de homosexuales en la ciudad de Buenos Aires se remontan a una carta escrita por el doctor Juan Madera, fechada el 14 de abril de 1813 y en la que denuncia dicha situación, incluyendo los nombres de algunos supuestos homosexuales y los lugares por donde transitaban.
Hacia finales del siglo XIX ya existía en Buenos Aires "una cultura de hombres que se identificaban a sí mismos como «maricas»". El historiador Félix Luna, en su biografía de Julio Argentino Roca, señala la siguiente frase:

"Antes, los únicos maricas conocidos eran los porteros de los quilombos. Ahora me cuentan de Fulano o Mengano, gente bastante conocida, como incluidos en la categoría de los invertidos. ¡Y no les cuento en Europa! Aparecen con toda desenvoltura en los ambientes más refinados".

A comienzos del siglo XX, el carnaval era señalado acusatoriamente como un ámbito propicio para expresar y difundir la homosexualidad y el travestismo en la ciudad. La comunidad masculina homosexual y transexual de Buenos Aires por entonces se autodenominaba "La Cofradía" y se reunía en el Paseo de Julio (actual Avenida Leandro N. Alem), puntualmente alrededor de la estatua de Giuseppe Mazzini, en la actual Plaza Roma, donde se mantenían encuentros sexuales. La gran cantidad de hombres homosexuales en Buenos Aires al iniciarse el siglo XX fue señalada por el juez Eusebio Gómez, que destacaba que esa era la razón de que se hubiera desarrollado la prostitución masculina como una rama independiente. Gómez contaba que un prostituto explicaba esa situación con estas palabras:

Los hombres nos pagan porque han llegado a comprender que solamente nosotras les podemos dar el amor verdadero.

En 1942 estalló en Buenos Aires el controversial escándalo de los cadetes, un caso penal a raíz del hallazgo de una serie de fotografías de desnudos masculinos tomadas por el menor Jorge Ballvé Piñero, que reveló la existencia de fiestas homosexuales en las que participaban cadetes del Colegio Militar de la Nación, personas de las clases altas, empresarios, políticos, jueces, sacerdotes, así como boxeadores, futbolistas, canillitas, policías y colectiveros, considerado un "hecho fundante y una bisagra que representa un antes y un después en la historia de la homofobia, que condensa los prejuicios y los saberes científicos, médicos y jurídicos sobre la homosexualidad y que legitima la represión". La prensa argentina publicó largas listas de personas famosas a quienes se atribuía participar en las fiestas y uno de los mencionados fue Roberto Noble, futuro fundador del diario Clarín, quien publicó una declaración negando haber participado en las orgías.
Durante las décadas de 1960, 1970 y 1980 fueron recurrentes las redadas policiales a establecimientos que servían de punto de encuentro para personas LGBT: algunos de estos recintos fueron el bar «El Coliseo» (clausurado el 25 de mayo de 1965), el sauna «Juventus» (allanado el 7 de febrero de 1973, primer recinto de la ciudad que poseía cuartos oscuros), el bar «La Gayola» (ubicado en Caseros y allanado en febrero de 1977), y «Free» (recinto ubicado en Tigre y que sufrió una razzia en febrero de 1981). Uno de los casos más conocidos fue el de La fiesta del sombrero, cuando se realizó una redada policial en el local nocturno «La casona de Ricardo» en el barrio de Belgrano el 10 de septiembre de 1983; alrededor de 250 personas fueron detenidas, entre ellos numerosos homosexuales y travestis.

## Geografía
Si bien no existe un barrio gay propiamente tal en Buenos Aires, la mayoría de los establecimientos enfocados en la población LGBT se encuentran en los barrios de San Telmo, Recoleta y Palermo.
Existe una plaza dedicada al activismo LGBT de Carlos Jáuregui, inaugurada en 2010 tras un proyecto de la diputada Diana Maffía. La Plaza Carlos Jáuregui se ubica en la calle Cochabamba del barrio de Constitución y la diputada dijo que el activista «fue el primer militante que trabajó como un derecho humano la discriminación a la diversidad sexual». Del mismo modo, desde el 1 de septiembre de 2016 la estación Santa Fe de la Línea H del Subte lleva el nombre de Carlos Jáuregui.

## Instituciones
Varias de las agrupaciones LGBT argentinas han surgido en la Ciudad de Buenos Aires, entre ellas algunas de las instituciones pioneras como el Frente de Liberación Homosexual (FLH), la Comunidad Homosexual Argentina (CHA), Gays por los Derechos Civiles (GaysDC) y la Sociedad de Integración Gay Lésbica Argentina (SIGLA). En cuanto a agrupaciones dedicadas principalmente a identidades trans y travestis, en Buenos Aires tienen su sede la Asociación de Travestis, Transexuales y Transgéneros de Argentina (ATTTA) y el Hotel Gondolín.
Mediante un convenio firmado entre la Defensoría del Pueblo de la Ciudad de Buenos Aires y la Federación Argentina de Lesbianas, Gays, Bisexuales y Trans, el 29 de octubre de 2014 fue creada la Defensoría LGBT de la Ciudad de Buenos Aires, la cual inició sus actividades el 5 de diciembre del mismo año.

## Medios de comunicación
En cuanto a espacios radiofónicos, el 4 de febrero comenzaron las emisiones de No se puede vivir del amor por Radio de la Ciudad, único espacio radial de temática LGBT emitido de manera diaria en el país.
El 24 de noviembre de 2016 fue creada en Buenos Aires la Agencia Presentes, primera agencia de noticias en América Latina dedicada especialmente a informar sobre temas LGBT y de derechos humanos.

## Ocio y cultura

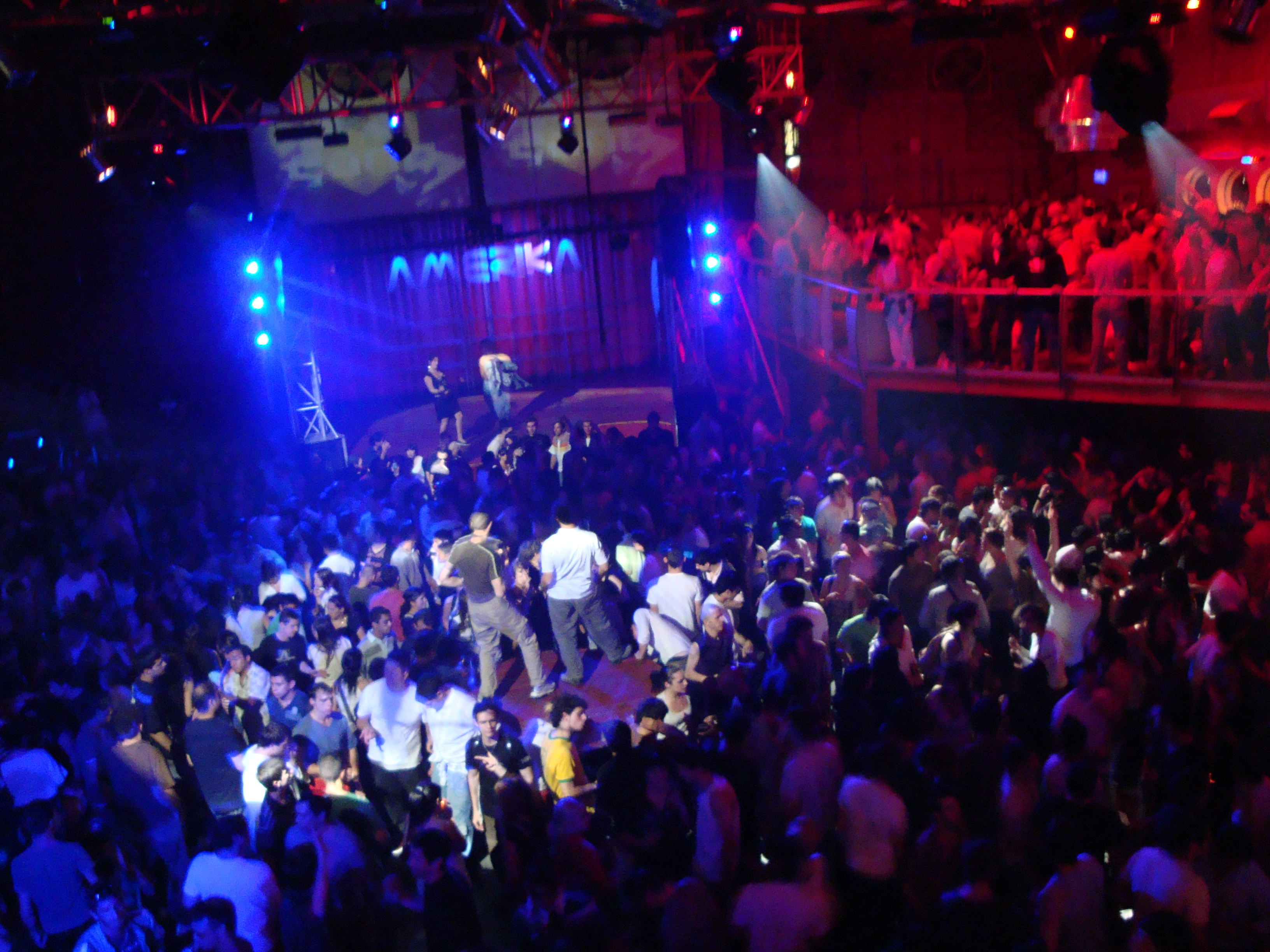
Interior de la disco Amerika.

Dentro de los espacios de ocio LGBT existentes en Buenos Aires, Contramano destaca por ser la discoteca gay más antigua de la ciudad, inaugurada el 17 de febrero de 1984. Amerika, ubicada en el barrio de Almagro e inaugurada en 1999, es una de las discotecas LGBT más grandes del país.
Entre 2009 y 2013 existió en Palermo la librería Otras Letras, especializada en temas LGBT y la primera de su tipo en Sudamérica.

### Deportes
En mayo de 1997 fue fundada en Buenos Aires la agrupación Deportistas Argentinos Gays (DAG), primera organización deportiva LGBT del país, y que alberga al equipo de fútbol Los Dogos, nombre que recibe este último desde 2007. Del 24 al 29 de septiembre de 2007 se realizó por primera vez en Argentina una edición del Mundial de Fútbol Gay organizado por la International Gay and Lesbian Football Association, mediante un torneo realizado en el Parque Sarmiento de Buenos Aires; los vencedores fueron el equipo local Los Dogos tras la final desarrollada en el Estadio Juan Pasquale.

## Eventos

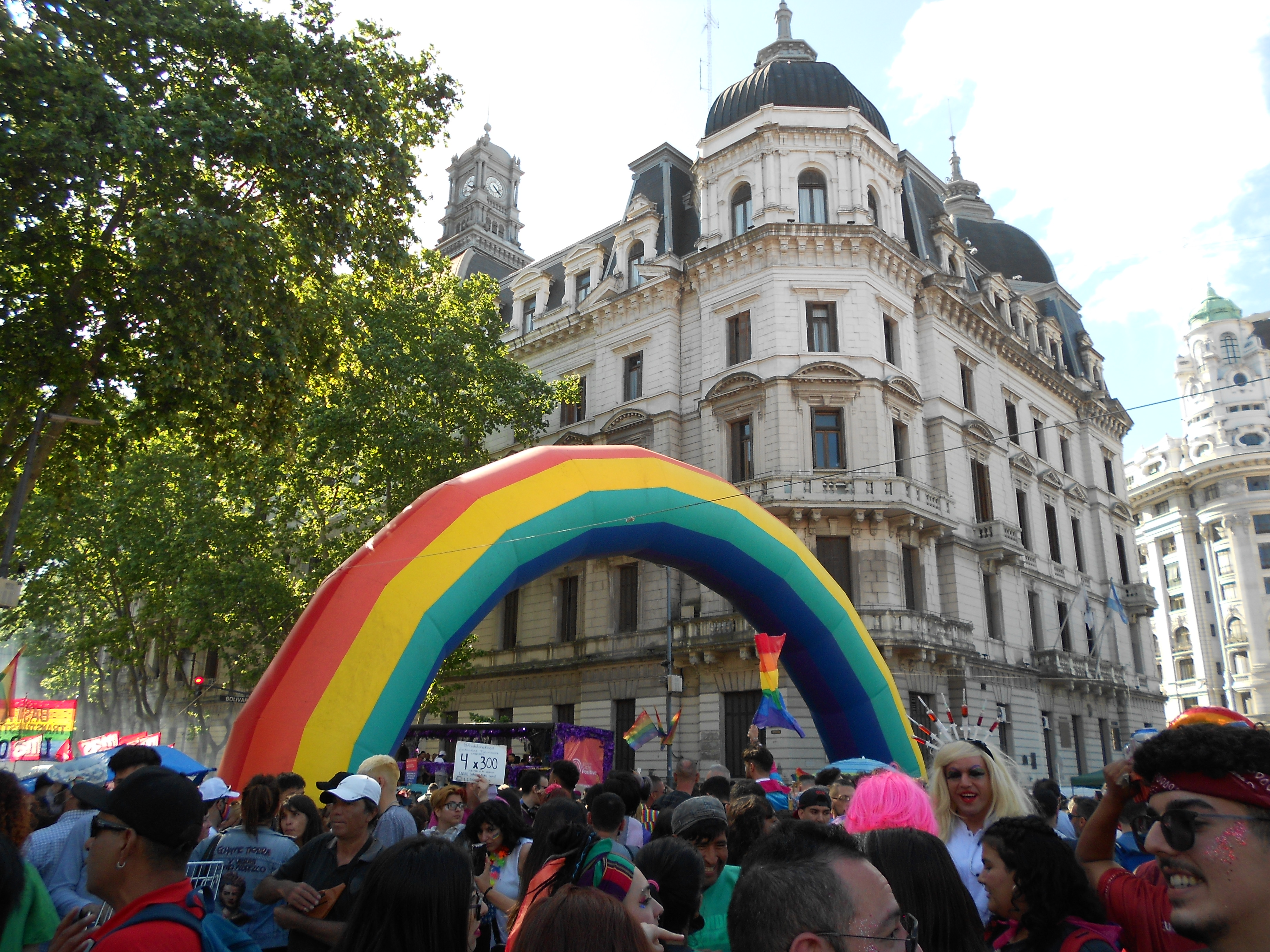
Marcha del Orgullo de Buenos Aires en 2021.

La Marcha del Orgullo LGBT de Buenos Aires se realiza de manera anual el primer sábado de noviembre desde 1992, en conmemoración de la creación de Nuestro Mundo, el primer movimiento homosexual en Argentina.